# William George Browne
William George Browne, angleški popotnik in raziskovalec,* 25. julij 1768, London, Združeno kraljestvo, † 1813, Iran.
Nekaj let je študiral na Univerzi v Oxfordu, po očetovi smrti pa je pustil študij in se ob pomoči njegove zapuščine povsem posvetil pisanju. Ob branju poročil o odkritjih škota Jamesa Brucea se je odločil, da se bo odpravil raziskovat osrednjo Afriko. Spomladi leta 1793 je obiskal Sinaj in se od tam odpravil z veliko karavano proti Darfurju. Deželo je kot prvi Evropejec opisal v svojem potopisu z naslovom Travels in Africa, Egypt and Syria, from the years 1792 to 1798, a delo zaradi suhoparnega sloga ni postalo priljubljeno.
Leta 1812 se je ponovno odpravil proti vzhodu s ciljem priti do Samarkanda in raziskati zanimive dele osrednje Azije, vendar so ga, še preden je prišel do Teherana, umorili neznanci.